# Гідролази
Гідролази (КФ 3) — клас ферментів, що каталізують гідроліз ковалентного зв'язку. Реакція, що каталізується гідролазами, виглядає так:
```
A–B + H
2
O → A–OH + B–H
```

## Номенклатура
Систематична назва гідролаз включає назву субстрату, що розщеплюється, з додаванням після неї слова -гідролаза. Однак, як правило, в тривіальній назві слово гідролаза скорочується до суфіксу «-аза».

## Класифікація
Згідно з міжнародною класифікацією ферментів гідролази віднесені до класу (КФ 3). Клас, в свою чергу, підрозділяється на 13 підкласів залежно від типу зв'язку, що гідролізується.
| Підклас | Зв'язок, що гідролізується          | Важливі представники                                                         |
| ------- | ----------------------------------- | ---------------------------------------------------------------------------- |
| КФ 3.1  | складноефірний зв'язок              | естерази: нуклеаза, фосфодіестераза, ліпаза, фосфатаза                       |
| КФ 3.2  | цукри                               | глікозидази: амілаза, гіалуронідаза, лізоцим та ін.                          |
| КФ 3.3  | простий ефірний зв'язок             |                                                                              |
| КФ 3.4  | пептидний зв'язок                   | протеази: трипсин, хімотрипсин, еластаза, тромбін, ренін та ін.              |
| КФ 3.5  | непептидний вуглець-азотний зв'язок | дезамінази: аденозин-дезамінази, аденозин-дезамінази РНК, цитидін-дезамінази |
| КФ 3.6  | кислотний ангідрид                  | кислотний ангідрид-гідролаза (геліказа, ГТФаза)                              |
| КФ 3.7  | вуглець-вуглецевий зв'язок (C-C)    |                                                                              |
| КФ 3.8  | галогенний зв'язок                  |                                                                              |
| КФ 3.9  | азотно-фосфорний зв'язок (P-N)      |                                                                              |
| КФ 3.10 | азотно-сірчаний зв'язок (S-N)       |                                                                              |
| КФ 3.11 | вуглецево-фосфорний зв'язок (C-P)   |                                                                              |
| КФ 3.12 | дисульфідний зв'язок (S-S)          |                                                                              |
| КФ 3.13 | сірчано-вуглецевий зв'язок (C-S)    |                                                                              |